# Ramón Fonst
Ramón Fonst Segundo (L'Avana, 31 agosto 1883 – L'Avana, 9 settembre 1959) è stato uno schermidore e dirigente sportivo cubano, vincitore di quattro titoli olimpici.

## Biografia

### Le origini e i primi successi
Se è vero che la scherma moderna, come tutti gli sport, ha creato i suoi miti ed i suoi campioni, lo schermidore cubano Ramón Fonst Segundo rientra sicuramente della prima schiera come illustre capostipite. Prima ancora che si affermasse il mito del livornese Nedo Nadi, Ramón Fost era già considerato “leggendario”.
Questa bene guadagnata fama ha oltrepassato la barriera del tempo, ed ancora oggi dopo oltre 100 anni, tutti ricordano il nome del campione caraibico.
Suo primo maestro di scherma fu il padre: Filiberto Fonst, che insegnò al giovanissimo Ramón i primi rudimenti della scherma presso il Club Gimnástico, situato in calle Prado 86.
La caratteristica che il giovane Ramón mise subito in mostra fu il "colpo in tempo", favorito dalle sue braccia molto lunghe.

### La partecipazione alle olimpiadi e l'affermazione internazionale
Nel 1900 partì per l'Europa, e fu durante il suo soggiorno a Parigi che perfezionò la sua tecnica schermistica. La sua prima olimpiade fu alla Olimpiade di Parigi  dove ebbe modo di mettere in mostra tutta la sua classe di sopraffino atleta mancino, aggiudicandosi la medaglia d'oro nella spada a soli 17 anni su di un lotto di 104 concorrenti. In finale il giovane Ramon sconfisse l'idolo di casa Louis Perrée, allora considerato come il più grande spadista al mondo. Nella stessa edizione della rassegna olimpica conquistò anche la medaglia d'argento della categoria “Dilettanti e Maestri”, sconfitto in finale dal maestro francese Albert Ayat, ironia della sorte suo maestro per molti anni. Dopo quel successo ne seguirono altri importantissimi, tra tutti spiccò la conquista del “Campionato Internazionale di Parigi” del 1904, allora la massima manifestazione mondiale di scherma. Nello stesso anno consacrò alla Olimpiadi di Saint Louis la sua stella. Prima riconquistò il titolo nella spada individuale, in finale sullo statunitense Charles Tatham, poi si aggiudicò le medaglie d'oro anche nel Fioretto sia individuale, contro lo statunitense Albertson Van Zo Post, che a squadre ancora contro la rappresentativa U.S.A. Si trattò del massimo trionfo dell'atleta cubano, un filotto di vittorie che ben pochi schermitori nella storia sapranno ripetere. La sua classe cristallina lo portò ad avere una lunghissima carriera, sempre ad altissimo livello, basti pensare che durante la seconda olimpiade parigina, nel 1924 a quindi ben 24 anni dalla prima, riuscì ancora a classificarsi al 15º posto su 67 spadisti in gara. La sua avventura olimpica si concluse con la gara a squadre, dove nella "poule two" dei quarti di finale, la nazionale cubana venne sconfitta per 11 vittorie 5 dalla selezione portoghese. Le cinque vittorie cubane furono ottenute tutte da Ramon Fonst. Tanti i successi raccolti anche nel proprio continente, dove diede grande impulso a questa disciplina ispirando e collaborando fattivamente alla realizzazione dei primi campionati dell'America Centrale nel 1926 in Messico. Anche in questa occasione ebbe l'opportunità di mettere in mostra le sue doti di atleta aggiudicandosi tutti e tre i concorsi: Fioretto, Sciabola e Spada.  Nel 1930 rivinse i titoli di Fioretto e Sciabola senza subire nemmeno una stoccata, un record ineguagliabile. Ancora i questi campionati la sua ultima apparizione agonistica, nel 1938 a Panama, vincendo ancora il titolo a squadre nella Spada e l'argento individuale nel Fioretto, la sua arma preferita. Ramon Fonst non fu solo un grandissimo schermitore, ma un atleta completo. Si cimento con successo anche nella boxe, nel ciclismo e nel tiro a volo.

### L'attività come dirigente
Dopo avere terminato la sua lunghissima attività agonistica, Ramón Fonst, si dedicò alla parte organizzativa della struttura sportiva cubana, divenendone infine il presidente del locale comitato olimpico dal 1941 al 1946. Ebbe anche incarichi di governo, affidatigli da Fidel Castro, sempre nell'ambito dell'amministrazione sportiva. Si spense nella capitale L'Avana il 9 settembre 1959.

### Riconoscimenti
Figura di spicco dello sport cubano, primo atleta a vincere una medaglia d'oro alle olimpiadi, il governo ha deciso di intitolargli alla memoria il modernissimo Palasport che sorge a pochi chilometri dall'aeroporto della capitale cubana.
A Torino gli è stato intitolato il Circolo della Scherma Ramon Fonst.

## Palmarès
- Giochi olimpici: 5 medaglie
  - 4 ori (spada individuale 1900; spada individuale, fioretto individuale, fioretto a squadre 1904)
  - 1 argento (spada dilettanti e maestri 1900)